# Bognæs Skov
 Skoven på Bognæs i Roskilde Fjord
Bognæs Skov er en 51,5 hektar stor skov på østsiden af Tuse Næs, som danner sydenden af den fredede Udby Vig på vestsiden af Isefjorden, over for Orø. Syd for skoven ligger det fredede område Bognæs Strand. Naturstyrelsen købte Bognæs Skov i 1983, og da var mange træer fældet af storme. Siden er en genplantet og der er også skabt en ny sø, der blev gravet ud i 1985. Skoven blev tilplantet i slutningen af 1800-tallet, men der er meget få gamle træer tilbage. Et af dem er en over 100 år gammel skovfyr der står midt i skoven. Mod sydvest er der en beplantning med egetræer, der er ligeså gamle, og ud til stranden mod fjorden er der en beplantning med 100 år gammel østrigsk fyr. Fra nordsiden er der en fin udsigt over Udby Vig med Hønsehals Skov overfor.
I skoven findes en bautasten af ukendt oprindelse der kaldes for Alterstenen pga. en lang tradition for at holde gudstjeneste ved stenen, som menes at stamme fra 1800-tallet, da svenske fiskere på sildeeventyr købte en jordlod på næsset ved en lille naturhavn. Der er Der er en en lejrplads med plads til 40 personer og hundeskov i den sydlige del af skoven. Bognæs Skov er en del af Natura 2000-område nr. 155 Udby Vig.